# Valis
Valis (stilizat ca VALIS) este un roman științifico-fantastic din 1981 de Philip K. Dick. Titlul este un acronim pentru Vast Active Living Intelligence System, viziunea gnostică a lui Dick asupra unui atribut al lui Dumnezeu.
Este prima carte din trilogia incompletă VALIS de romane, fiind urmat de Invazia divină (1981). Cel de-al treilea roman planificat, The Owl in Daylight, nu a avut o formă definită în momentul morții autorului. Romanul Radio Free Albemuth, o versiune anterioară a VALIS publicată postum, nu este inclus ca o componentă a trilogiei VALIS. Dick a mai scris un roman după cel din 1981, The Transmigration of Timothy Archer (1982), bazat pe asocierea lui Dick cu episcopul James A. Pike, dar neconectat la tema trilogiei VALIS. 

## Legături externe
- en  Istoria publicării lucrării Valis la Internet Speculative Fiction Database
- VALIS book cover gallery Arhivat în 26 februarie 2022, la Wayback Machine.
- Tractates Cryptica Scriptura Arhivat în 9 septembrie 2017, la Wayback Machine. The appendix of VALIS, an extract of the Exegesis
- Terence McKenna article about Philip K. Dick and VALIS
- Philip K. Dick's Valis Arhivat în 18 ianuarie 2022, la Wayback Machine. by Ted Gioia (Conceptual Fiction)

## Vezi și
- 1981 în științifico-fantastic